# Elysius cellularis
Elysius cellularis là một loài bướm đêm thuộc phân họ Arctiinae, họ Erebidae.